# Abaangui
Abaangui é o deus da Lua na mitologia guarani. De acordo com a lenda, Abaangui tinha um nariz enorme, que ele mesmo arrancou e o lançou até o céu, criando dessa forma a Lua.
Em outra versão da lenda, Abaangui tinha dois filhos. Cada um deles atirou uma flecha até o céu, onde se fixaram. Em seguida, cada um atirou uma flecha que entrou na primeira e assim procederam até formar duas correntes que iam do céu até a terra. Por essas correntes, subiram os dois filhos de Abaangui até chegarem ao céu onde ficaram, transformando-se no Sol e na Lua.
Abaangui é descrito como um herói cultural dos guaranis, com seu irmão Zaguaguayu.[carece de fontes?]